# زائده گونه‌ای فک بالا
زائده گونه‌ای فک بالا یا زائده وجنه‌ای فک بالا (انگلیسی: Zygomatic process of maxilla) در مقابل اولین دندان مولر فک بالا قرار می‌گیرد و یکی از مناطق سخت (Hard Area) است که با تحلیل زیاد Ridge به قله Ridge نزدیک می‌شود. این زائده با مخاط بسیار نازک پوشیده شده که به منظور جلوگیری از زخمی شدن مخاط پوشاننده آن توسط پروتز لبه پروتز بایستی Relief شود.

## نگارخانه

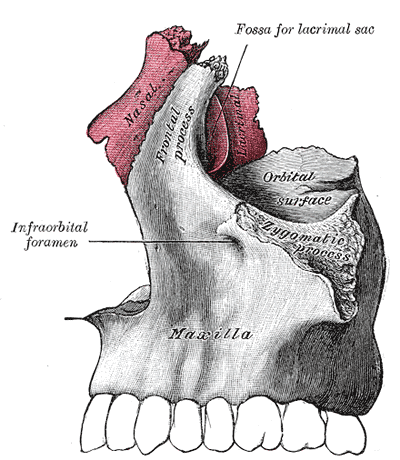
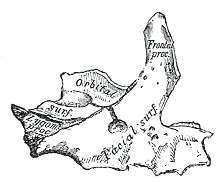